# 唐橋宙子
唐橋 宙子（からはし ひろこ）は、日本の女性シンガー（ソプラノ）。福島県喜多方市出身。

## 人物・来歴
玉川大学文学部芸術科卒業。
大学卒業後、本格的に歌を学ぶため、尚美の門をたたき、尚美学園大学声楽ディプロマコース卒業。
フランス音楽コンクール審査員賞。
日本クラシック音楽コンクール全国大会入選江戸川区新人演奏会オーディション声楽部門第１位。
江戸フィルと共演。
在学時に、アカペラコーラスグループ「ソノリテ」に所属し、ブライダルや都庁など数々のイベントに出演。
現在クラシックを歌う傍ら、その声を活かしたミックスボイスで、ヒーリングを中心にオリジナルや多ジャンルを歌い、インターネット生放送やラジオ、その他ライブ・演奏会に出演し活動中。
2014年、ピアニストYuriとユニット「Chuly」を結成。

## 家族
父：ほまれ酒造の前社長（現・会長）
実兄：喜多方市にあるほまれ酒造株式会社の代表取締役社長
実姉：唐橋ユミ（フリーアナウンサー）
既婚

## 活動
ソプラノ・シンガー（うたのお母さん）
現在クラシックを歌う傍ら、オリジナル・ミュージカル・童謡・ポップスを歌い、インターネット生放送、ラジオ、コンサート、ライブ等に出演。
ママゴスペルサークル「ブリリアント☆スターズ」東東京代表兼任講師。
Chuly
ピアニストYuri（ピアノ）と癒しのヴォイス唐橋宙子とのユニット。
ママさんゴスペルサークル「ブリリアントスターズ（東京支部）」のディレクター

## 作品
唐橋宙子
- 江戸フィルと共演。
- 劇団キャラメルボックス「賢治∫T検記」劇中歌　忘れないでホモイ
- PS3ゲーム「魔界戦記ディスガイア3 オリジナルサウンドトラック」挿入歌　 ひとりぼっちの部屋（2009年4月15日）
- PSPゲーム「プリニー〜オレが主人公でイイんスか？」〜エンディングテーマ　くしゃくしゃの夢。

### CDアルバム
Chuly
- 2015年 1月05日1st album「風の森」発売

## 演奏会履歴（Chuly）

### 2017
- 5月11日：ランチ付き親子ミニコンサート/場所：わなびば３３３

　【出演】唐橋宙子・石井亜理沙（ピアニスト）
- 4月23日：第4回 ほまれ祭り

　【出演】唐橋ユミ・唐橋宙子・日本酒（漫才師）・奏音（ピアニスト）・加藤菜々子（バイオリニスト）
- 4月19日：【Chuly】「武満徹×やなせたかし」/場所：神楽坂THEGLEE
- 1月27日：山王コンサート（山王病院）/中村仁美（ソプラノ）・唐橋宙子（ソプラノ）・廣瀬かすみ（ピアノ）

### 2016
- 12月18日：【Chuly】「ピアニストYuri活動復帰ライブ」Chuly　La Boheme ～ラ・ボエーム～/場所：神楽坂THEGLEE

- 1月15日：【Chuly】「第１回くらしき胎教コンサート」/場所：岡山県 新倉敷 玉島市民交流センター

### 2015
- 12月19日：「Chulyのクリスマスコンサート」/場所：神楽坂THEGLEE

- 11月24日：【Chuly】「世田谷ほっとスクール演奏会（第三回）」　場所：世田谷ほっとスクール

- 6月13日：【Chuly】「東日本大震災チャリティーコンサート」　場所：さいたま市　本郷保育園

- 6月25日：【Chuly】「Chulyのミュージカルナイト」　場所：神楽坂THEGLEE

- 4月26日：【Chuly】「会津ほまれ　春の酒蔵祭」　場所：福島県喜多方市：ほまれ酒造株式会社（実家）[1]

姉、唐橋ユミとの共演

### 2014
- 12月18日：【Chuly】「Chulyのクリスマス・チャリティー・コンサート」　場所：神楽坂THEGLEE
ライブに於ける収益は全て、東日本大震災復興支援義援金として寄付

- 8月30日：【Chuly】「ちゅりーのファミリーライブ」　場所：ダンボ２

- 7月17日：【Chuly】「Chuly夏ライブ！！〜フルートの風に乗せて〜」　場所：神楽坂THEGLEE

- 3月1日：【Chuly】「マミー保育園演奏会」　場所:豊洲マミー保育園

- 1月23日：【ピアニストYuri&唐橋宙子】「新春音びらきコンサート」　場所：神楽坂THEGLEE
「ピアニストYuri&唐橋宙子」からユニット名「Chuly」を結成

### 2013
- 12月13日：【ピアニストYuri&唐橋宙子】【〜流Ryu〜】「クリスマス・パーティ・ライブ vol.3（〜ジェイソン・ナイト〜）」　場所：目白：オステリア・ハダ
チャリティーライブ：被災地の子供達100人を1泊2日で東京ディズニーランドへ招待する企画
募金額：￥105,000　被災地の子供達へ全額寄付

- 8月30日：【ピアニストYuri&唐橋宙子】「演奏会〜夏の終わりのアリア〜」　場所：THEGLEE

- 8月3日：【ピアニストYuri&唐橋宙子】「ファミリーライブ」　場所：DumboⅡ

- 4月29日：【ピアニストYuri&唐橋宙子】「MondayClassic昼の部」　場所：神楽坂THEGLEE

- 2月24日：【ピアニストYuri&唐橋宙子】チャリティーコンサート（東日本大震災復興を願って）　場所：本郷保育園ホール

### 2012
- 7月14日：【唐橋宙子＆ピアニストYuri】「唐橋宙子＆ピアニストYuriの初共演」　場所：DUMBOⅡ

## 活動履歴（ブリリアントスターズ）

### 2016
- 2011年6月～2016年1月31日迄活動
- １月３１日をもって「ブリリアントスターズ」卒業
- 活動履歴は ピアニストYuriファンサイト/唐橋宙子を参照